# Sicario
Série
Sicario : La Guerre des cartels
(2018)
Pour plus de détails, voir Fiche technique et Distribution.
Sicario est un film policier américain réalisé par Denis Villeneuve et sorti en 2015.
Le film suit Kate Macer, jeune agente du FBI, idéaliste et volontaire. Divorcée et sans aucune vie de famille, elle ne vit que pour son métier. Membre de l'unité HRT opérant dans la région de Phoenix dans le sud des États-Unis, elle est confrontée chaque jour à la violence des trafiquants de drogues qui ont transformé la région frontalière avec le Mexique en zone de non-droit. À la suite d’une intervention, elle se porte volontaire pour rejoindre l’équipe de Matt Graver. Leur mission : s’attaquer par tous les moyens au chef du cartel de Juárez. Face à la barbarie des cartels et au cœur d’un système opaque où l'État américain engage secrètement des sicaires tueurs à gages comme l'équipe de Matt Graver et d'Alejandro pour tuer le chef du cartel, Kate doit remettre en cause toutes ses certitudes si elle veut survivre.
Il est suivi en 2018 par le film Sicario : La Guerre des cartels, réalisé par Stefano Sollima. Un troisième film, Sicario 3, est actuellement en cours de développement.
« Sicario », en français « sicaire » (tueur à gages), fait référence aux tueurs opérant pour les cartels d'Amérique latine.

## Synopsis
Kate Macer et Reggie Wayne sont agents du FBI, membres de l'unité HRT, opérant dans la région de Phoenix, proche de la frontière avec le Mexique où les cartels ont transformé la zone en zone de non-droit. Au cours d'une intervention dans une maison en construction, ils découvrent des dizaines de cadavres emmurés, des victimes des cartels. Dans l'opération, deux de leurs collègues meurent en déclenchant accidentellement un piège. Devant ses états de services, les patrons de Kate lui demandent de rejoindre une Joint Task Force (force opérationnelle conjointe) dirigée par Matt Graver de la CIA et le mystérieux Alejandro Gillick. Leur mission est d'appréhender Manuel Díaz, un des lieutenants du Cartel Sonora.
Au même moment, au Mexique, un petit garçon demande à son père, Silvio, policier de nuit, de l'emmener jouer au foot. Pendant ce temps, le commando, qui inclut également des membres de la Delta Force et de la CIA, se rend à Juárez au Mexique pour transférer le frère de Díaz, Guillermo. Le voyage se fait sous tension jusqu'à la frontière d'El Paso où les membres du cartel tentent un assaut dans les embouteillages mais sont tous tués. Kate tue un policier corrompu et est surtout choquée de la violence de ses coéquipiers qui n'hésitent pas à tuer sans être en état de légitime défense. De retour aux États-Unis, Alejandro torture Guillermo qui révèle que le cartel utilise un tunnel à Nogales pour écouler la drogue. De son côté, Kate confronte Matt qui lui explique que leur but est de déranger les opérations de Díaz pour qu'il les conduise au baron Alarcón Fausto. Kate demande à Reggie de la rejoindre pour l'aider.
La Delta Force lance un raid sur une banque où Díaz écoule l'argent du cartel. Devant les sommes mirobolantes, Kate et Reggie pensent qu'ils pourraient les coincer légalement mais leurs supérieurs leur demandent de ne rien tenter pour ne pas compromettre l'opération. Pour changer les idées de Kate, Reggie l'emmène dans un bar où elle fait la connaissance de l'un de ses amis, Ted, un policier. Sur le point de coucher avec lui, Kate comprend qu'il est de mèche avec le cartel. Elle est sauvée de justesse par Alejandro. Lui et Matt savaient que si elle se rendait dans la banque, le cartel connaitrait son visage via les caméras et tenterait de l'attaquer. Grâce à cet appât, Matt et Alejandro parviennent à obtenir de Ted le nom des autres policiers corrompus.
L'équipe apprend que Díaz a été rappelé au Mexique et les hommes se préparent donc à lancer l'assaut sur le tunnel. La CIA ayant l'obligation de travailler avec le FBI pour mener des opérations de ce type, Matt révèle à Kate qu'elle et Reggie sont uniquement là pour permettre qu'elle ait lieu. Reggie, fou de colère, préfère partir mais Kate le retient lui demandant de rester pour découvrir ce que leur cache réellement Matt. Les américains tuent les narcos au fil de leur avancée et Alejandro débouche au Mexique dans un entrepôt où il menace Silvio, en réalité mule du cartel. Kate tente de l'arrêter mais Alejandro tire sur son gilet pare-balles, la neutralisant, et monte dans la voiture de police de Silvio avec ce dernier.
De retour aux États-Unis, Kate s'en prend à Matt qui lui explique que leur but est de fusionner l'ensemble des cartels en une seule unité, comme celui de Medellín, pour que le gouvernement américain puisse le contrôler plus facilement. Alejandro, ancien procureur et membre du cartel colombien, a été engagé pour tuer Alarcón, qui avait entre autres, assassiné sa femme et sa fille. Au Mexique, Alejandro demande à Silvio d'arrêter la voiture de Díaz, tue Silvio et ordonne à Díaz de l'emmener jusqu'à la propriété de son chef. Alejandro tue les gardes du corps du baron et s’assoit à la table de ce dernier où il dîne en famille. Alarcón tente de le raisonner mais Alejandro abat froidement ses fils, sa femme puis Alarcón.
Le lendemain matin, Alejandro se rend chez Kate et il lui extorque en la menaçant de la tuer qu'elle signe un document attestant que l'opération s'est déroulée en toute légalité. Kate éclate en sanglots et signe. Le sicaire lui conseille de se faire muter dans une petite ville où la loi est encore respectée, lui expliquant que la frontière appartient désormais aux loups. Alors qu'il est sur le parking, Kate se précipite sur son balcon et pointe nerveusement son arme vers Alejandro. Alejandro et Kate se regardent longuement. Kate n'arrive pas à appuyer sur la détente et Alejandro s'en va tranquillement.
Le film se conclut sur le match de foot du fils de Silvio, qui s'interrompt à cause de bruits de fusillade. Comme il avait été expliqué au cours du film, la mort du chef d'un cartel aboutit à une guerre de succession et à de nombreuses fusillades dans la ville.

## Fiche technique
- Titre original, français et québécois : Sicario[3]
- Réalisation : Denis Villeneuve
- Scénario : Taylor Sheridan
- Musique : Jóhann Jóhannsson
- Direction artistique : Patrice Vermette
- Décors : Paul D. Kelly
- Costumes : Renée April
- Montage : Joe Walker
- Photographie : Roger Deakins
- Son : William Sarokin
- Production : Basil Iwanyk, Thad Luckinbill, Trent Luckinbill et Molly Smith
- Sociétés de production : Lionsgate, Black Label Media et Thunder Road Pictures
- Sociétés de distribution : Lionsgate (États-Unis), Metropolitan Filmexport (France)
- Pays de production :  États-Unis
- Budget : 30 millions de dollars[4]
- Langues originales : anglais, espagnol
- Durée : 121 minutes
- Format : couleur et noir et blanc — Codex Digital — 2,35:1 — son Dolby Digital
- Genre : Film dramatique, Film policier, thriller
- Dates de sortie :
  - États-Unis : 18 septembre 2015
  - France : 
    - 19 mai 2015 (festival de Cannes 2015)
    - 7 octobre 2015 (sortie nationale)
- Classification : 
  - États-Unis : R (Restricted)
  - France : Interdit aux moins de 12 ans[5]

## Distribution
- Emily Blunt (VF : Élisabeth Ventura ; VQ : Camille Cyr-Desmarais) : Kate Macer
- Benicio del Toro (VF : Bernard Gabay ; VQ : Benoit Rousseau) : Alejandro Gillick
- Josh Brolin (VF : Philippe Vincent ; VQ : Gilbert Lachance) : Matt Graver
- Victor Garber (VF : Nicolas Marié ; VQ : Bernard Fortin) : Dave Jenning
- Jon Bernthal (VF : Jérôme Pauwels ; VQ : Frédérik Zacharek) : Ted
- Daniel Kaluuya (VF : Jean-Baptiste Anoumon ; VQ : Jean-Philippe Baril Guérard) : Reginald « Reggie » Wayne
- Jeffrey Donovan (VF : Pascal Germain) : Steve Forsing
- Raoul Trujillo : Rafael
- Julio Cedillo : Fausto Alarcon
- Hank Rogerson : Phil Cooper
- Bernardo Saracino (en) (VF : Benjamin Penamaria) : Manuel Diaz
- Maximiliano Hernández : Silvio
- Kevin Wiggins : Burnett
- Edgar Arreola : Guillermo
- Jesus Nevarez-Castillo : Eliseo
- Dylan Kenin : Charlie, leader Delta
- Vic Browder (VF : Jacques Bouanich) : US Marshal en chef (débriefing)
- Boots Southerland : US Marshal Keith
- Adam Taylor : US Marshal Kevin
- David Garver : Bob Fisks
- Lora Martinez-Cunningham : Jacinta
- Kim Larrichio : la femme de Silvio
- Michael Sheets (VF : Jérémy Bardeau) : l'agent du trésor

Sources et légendes : version française (VF) sur RS Doublage ; version québécoise (VQ) sur Doublage.qc.ca

## Production

### Genèse et développement
Pour écrire ce film sur les cartels de la drogue à la frontière entre les États-Unis et le Mexique, l'ancien acteur Taylor Sheridan s’est plongé dans une importante documentation. Il a également interrogé des immigrés dans le désert de Chihuahua : « Au début, ça a été le silence total. La seule façon d’obtenir des informations, c’est de gagner la confiance des gens qui sont le plus touchés par ce trafic : les migrants qui, poussés par le besoin, franchissent la frontière et peuplent le no man’s land qui s’étend entre le sud de l’Arizona, le Nouveau-Mexique et le nord du Mexique. Ce sont eux, mes sources ». Originaire du Texas, il se sent touché directement par ce trafic : « Le Mexique, ce pays où l’on pouvait se rendre tranquillement en voiture, n’existe plus aujourd’hui. C’est devenu un endroit sans foi ni loi. Il n’existait aucun film sur la manière dont la vie a changé dans le nord du Mexique, sur la façon dont la drogue et la corruption gouvernent tout, désormais, et sur l’évolution des cartels qui sont devenus des groupes militarisés. » Lorsqu'il rejoint le projet, le réalisateur canadien Denis Villeneuve insiste fortement auprès de la production pour que le personnage principal soit féminin et qu'il s'inspire d'une femme militaire rencontrée au Texas.

### Tournage
Le tournage du film débute en juin 2014 à Albuquerque, au Nouveau-Mexique. Il s'est poursuivi dans plusieurs villes.
Lieux de tournage
- États-Unis : Alburquerque, Los Lunas, White Sands,  Nouveau-Mexique et El Paso,  Texas.
- Mexique : Mexico, District fédéral de Mexico et Veracruz, Veracruz

## Sortie et accueil

### Accueil critique

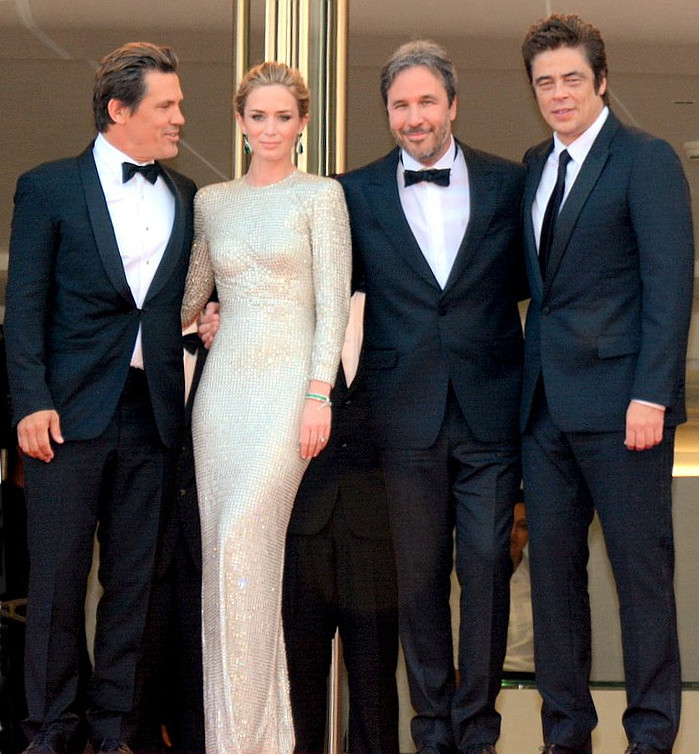
Le réalisateur et les principaux acteurs lors du Festival de Cannes 2015.

Lors de sa présentation au Festival de Cannes 2015, Sicario reçoit des critiques plutôt positives. Variety écrit ainsi « l'intrigue noueuse requiert une grande attention mais ne devient jamais trop difficile (ou volontairement opaque) à suivre. [...] Comme dans les films de Clint Eastwood ou Michael Mann, la violence est sauvage et étonnante, mais jamais outrancièrement spectaculaire, chaque balle tirée a des conséquences pour la victime et le tireur. » Metronews écrit que le film « n’est pas sans rappeler le Traffic de Steven Soderbergh dans sa construction chorale. Avec une touche de No Country for Old Men » et regrette que le réalisateur ne parvienne pas « à imposer sa patte ». The Hollywood Reporter souligne que « la violence du trafic de drogue entre les États-Unis et le Mexique a été la toile de fond de nombre de films ces 30 dernières années, mais peu sont aussi puissants et superbement faits que Sicario ».
Sur Rotten Tomatoes, le film affiche un total de 93 % de critiques positives, avec une note moyenne de 7,8/10. Le site publie le consensus suivant : « Mené par les interprétations exceptionnelles d'Emily Blunt et Benicio del Toro, Sicario est un thriller tendu et bien ficelé bien plus profond que ce qu'il pouvait laisser penser,. » Metacritic lui accorde un score de 80 sur 100.
En France, les avis sont partagés. Si les Inrocks saluent « un thriller vigoureux » et Télérama un « thriller passionnant » marqué par « la rigueur et la précision de Denis Villeneuve », Libération y voit « un récit trop enflé sur la lutte contre la drogue ».

### Box-office
En plus de son excellent accueil critique, le film a rencontré un succès commercial lors de sa sortie en salles. D'abord diffusé en sortie limitée aux États-Unis, Sicario enregistre 401 288 $ au cours de son premier week-end d'exploitation dans six salles. Le week-end suivant, il obtient 53 salles supplémentaires, ce qui lui vaut d'engranger 1 717 301 $, pour un total de 2 297 895 $ perçus depuis sa sortie, se positionnant à la dixième place du box-office américain. Pour son premier week-end d'exploitation avec une combinaison de salles plus importante (2 620 salles), Sicario prend la troisième place du box-office avec 12 148 041 $, pour un cumul de 15 149 336 $ récoltés depuis sa sortie. Le film engrange 46 889 293 $ de recettes américaines et 84 025 816 $ de recettes mondiales.
En France, Sicario totalise 443 599 entrées, dont un démarrage à 178 566 entrées en première semaine d'exploitation, prenant ainsi la quatrième place du box-office.

### Polémique
En décembre 2015, le maire de Ciudad Juárez, Enrique Serrano Escobar, décide de boycotter le film, estimant que celui-ci donne une mauvaise image de sa ville. Il regrette notamment la scène dans laquelle des corps nus décapités sont pendus à des ponts, signes d'« un passé qui ne vaut pas la peine d’être ramené au présent. » Juàrez, qui était en 2010 la ville la plus dangereuse du monde avec 3 000 morts par an, est passée à 500 meurtres en 2013. Le réalisateur Denis Villeneuve se défend, affirmant que « des gens se battent chaque jour pour leurs libertés et la paix. »[réf. nécessaire]

## Distinctions

### Récompenses
- Festival du film de Hollywood 2015 : Supporting Actor Award pour Benicio del Toro
- National Board of Review Awards 2015 : Spotlight Award

### Nominations et sélections
- Festival de Cannes 2015 : En compétition pour la Palme d'or
- Oscars du cinéma 2016 :
  - Meilleure photographie pour Roger Deakins
  - nomination pour la Meilleure musique pour Jóhann Jóhannsson
  - Meilleur montage de son